# Blahodatne (Plajtiyivka)
Blahodatne  (ucraniano: Благодатне) es una localidad del Raión de Bilhorod-Dnistrovskyi en el Óblast de Odesa de Ucrania. Según el censo de 2001, tiene una población de 346 habitantes.